# Есмет Довлатшахі
Есмет Довлатшахі (1905 — 25 липня 1995) — королева-консорт Ірану (у шлюбі з Резом Пехлеві).

## Життєпис
Народилася в 1905 році в родині голам Алі Мірзи і його дружини Мобтахеджі-од-Доул. За походженням була представницею династії Каджарів. Крім неї в родині було ще 2 сина і одна дочка.
У 1923 одружилася з військовим міністром Резом Шах, який в 1925 став шахіншахом Ірану.
У 1925—1941 була Королевою-консортом Ірану.
У 1941 році супроводжує чоловіка в засланні. У 1944 році, після смерті Рези Пехлеві, одружилася з Мохсен Раїсом.
Після Ісламської революції залишалася в Ірані.
Померла 25 липня 1995 у Тегерані.

## Діти
У шлюбі з Резою Пахлаві народила 5 дітей (4 сина і 1 донька):
- Абдул Реза Пахлаві (19 серпня 1924 — 11 травня 2004)
- Ахмед Реза Пахлаві (1925—1981)
- Махмуд Реза Пахлаві (1926—2001)
- Фатіма Пахлаві (30 жовтня 1928 — 2 червня 1987)
- Хамід Реза Пахлаві (4 липня 1932-12 липня 1992)